# Нагрудные знаки высших органов власти БНСР
Бухарская Народная Советская Республика была провозглашена 6—8 октября 1920 года на 1-м Всебухарском съезде народных представителей, в число которых вошли видные руководители революционного движения в Бухаре, такие как Мирзо Абдулкадыр Мухиддинов, Файзулла Ходжаев, Усман Ходжа, Ата Ходжаев, Кары Юлдаш Пулатов и др.
Было так же избрано правительство — Совет народных назиров под председательством Файзулы Ходжаева. Первым нагрудным знаком высших органов власти свободной Бухары можно по праву считать знак участника 1-го Всебухарского съезда народных представителей.

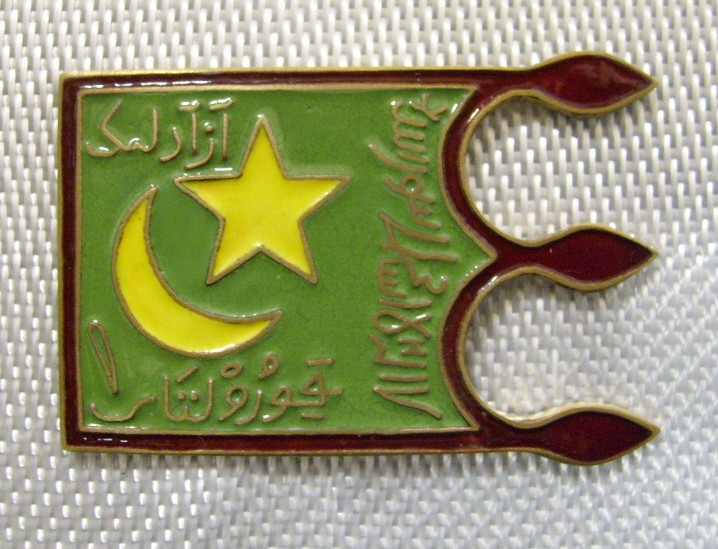
Знак делегата Первого Всебухарского Курултая

Инициатором изготовления данного нагрудного знака, по всей видимости, является Файзулла Ходжаев, хотя некоторые исследователи считают, что идея его возникновения принадлежит идеологу младобухарцев, Назиру просвещения — Абдуррауфу Фитрату.
Из-за большого количества делегатов первого Всебухарского курултая, а это без малого 2000 человек, было решено изготавливать знак не из драгоценных металлов, а из меди и бронзы.
Внешне знак полностью повторяет форму знамени Бухарского эмирата, то же прямоугольное полотнище с тремя кистями, зелёное поле, на котором расположены изречения из Корана и звезда с полумесяцем. Но в отличие от знамени, на знаке нет распростёртой ладони и тигровой шкуры по периметру, символов власти эмира. Три кисти на знаке, по замыслу Ф. Ходжаева, олицетворяют единство духовенства, буржуазии и прогрессивной интеллигенции.
Из архивных документов следует, что работы по созданию знака были начаты практически сразу после взятия Старой Бухары, на Монетном дворе которой, как считают некоторые историки и производился знак.
К началу съезда, изготовить нужное количество знаков не удалось, Монетный двор сильно пострадал при осаде и взятии города, и несмотря на помощь местным мастерам со стороны командированных специалистов из РСФСР, к 6 октября было выпущено всего не более 150 знаков.
Все они были розданы лишь членам президиума, председателям и старейшинам групп делегатов. Но крайнее неудовольствие делегатов вызывало неудовлетворительное качество изготовления знаков. Булавки, используемые в качестве крепления к одежде, быстро выходили из строя, эмаль имела отвратительные, мутные оттенки и часто скалывалась. Знаки были очень тонкие, быстро деформировались и приходили в негодность.
Было принято решение отказаться от булавочного крепления и перейти на крепление посредством штифта и прижимной гайки, но и таких знаков было изготовлено лишь 20 штук.
На Втором Всебухарском курултае народных представителей, проходившем в мае 1921 года, был образован высший орган власти — Бухарский центральный исполнительный комитет. Его первым председателем был избран Усманходжа Пулатходжаев. Он и являлся инициатором изготовления первого знака ЦИКа БНСР. При его изготовлении были учтены ошибки изготовления знака первого Всебухарского курултая. Знак было решено изготавливать в форме флажка с древком, по образу депутатских знаков РСФСР. В поле флажка, разделённом на три части надпись кириллицей и арабской графикой ЦИК БНСР. В средней части, кроме надписи также находится небольшой полумесяц. Было изготовлено как минимум, три варианта знака с различными цветами эмали. Предпочтение было отдано варианту с узкой зелёной полосой по центру флажка. Треугольник в нижней части знака символизировал единство трёх сословий. Красная эмаль в треугольнике и верхней части знака, очевидно означает начало революционных процессов. В качестве крепления к одежде, использовался штифт с гайкой. Знаки не имели производственных номеров и изготавливались из меди. Всего знаков второго Всебухарского курултая было изготовлено около 40 штук.